# Stimmlippengranulom

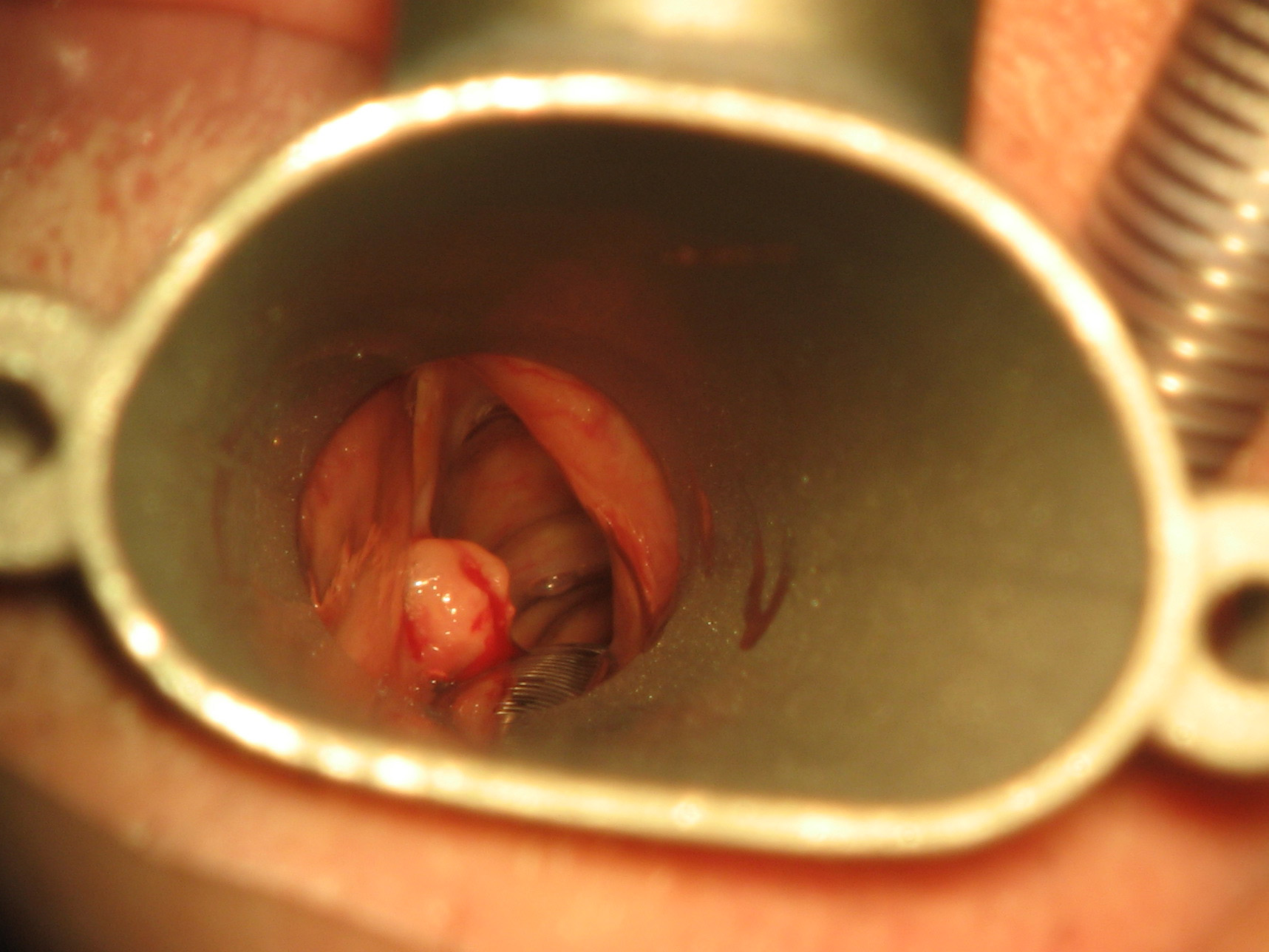
Stimmlippengranulom (Intubationsgranulom) links, Blick durch das Operationslaryngoskop

Unter einem Stimmlippengranulom oder auch Stimmbandgranulom versteht man einen Pseudotumor einer Stimmlippe, der aus Granulationsgewebe besteht. Als Ursache der Granulombildung ist fast immer eine Verletzung der Stimmlippe auszumachen. Stimmlippengranulome können einseitig oder beidseitig auftreten.

## Ursachen
Nach den häufigsten Ursachen unterscheidet man das postoperative Stimmlippengranulom nach Eingriffen am Kehlkopf und das Intubationsgranulom nach (Langzeit-)Intubation vom Kontaktgranulom, das seine Ursache in einer Überbeanspruchung der Stimmbänder hat. Nur selten lässt sich für ein Stimmlippengranulom keine der genannten Ursachen finden.
Postoperative Stimmlippengranulome finden sich nach operativen Eingriffen am Kehlkopf, wie etwa Teilresektionen, seltener nach  larynxmikroskopischen Eingriffen.
Das Intubationsgranulom tritt am häufigsten nach Langzeitintubation auf, kann aber grundsätzlich nach jeder Intubation, also nach jeder Operation in Intubationsnarkose, oder auch nach einer Bronchoskopie auftreten. Als Ursache wird ein Epitheldefekt an der Stimmlippe angenommen, wenn Patienten während der Intubation husten oder pressen. Intubationsgranulome finden sich fast immer im hinteren Drittel der Stimmlippen, im Bereich des Processus vocalis des Stellknorpels.
Ebenfalls im Bereich des Processus vocalis finden sich die Kontaktgranulome. Ursache der Kontaktgranulome ist eine chronische Überbeanspruchung der Stimme im Rahmen einer funktionellen Stimmstörung oder seltener eine akute Überbeanspruchung. Dabei schlagen die Spitzen der beiden Processus vocales „wie Hammer und Amboss“ aufeinander, woraus oberflächliche Schleimhautläsionen entstehen, die ihrerseits Ausgangspunkt für das Granulationsgewebe sind.
Selten sind spezifische Granulome bei Tuberkulose, Sarkoidose, Lues und Wegener-Granulomatose.

## Symptome
Im Vordergrund der Symptome steht eine mehr oder minder ausgeprägte Heiserkeit, weiters finden sich nicht selten ein Fremdkörpergefühl und Räusperzwang.

## Diagnose
Bei der Kehlkopfspiegelung oder bei der Untersuchung mit dem Lupenlaryngoskop finden sich, meist an der freien Stimmlippenkante und im hinteren Drittel des Stimmbandes, blassrötliche bis düsterrote, häufig kugelige Gebilde, die im Fall von Intubationsgranulomen über erbsgroß und auch gestielt sein können. Solche gestielten Granulome können gelegentlich abreißen und geschluckt oder abgehustet werden, was zu einer Spontanheilung führen kann. Unter dem Operationsmikroskop erkennt man, dass Intubationsgranulome nicht von Epithel überzogen sind.
Kontaktgranulome finden sich an korrespondierender Stelle im hinteren Drittel des Stimmbandes, häufig asymmetrisch, indem das vorspringende Granulom einer Seite sich bei der Phonation in eine Auskehlung der Gegenseite presst. Kontaktgranulome können im Zuge narbiger Veränderungen von Epithel überzogen werden, das in Einzelfällen auch Verhornung zeigen kann.
Die Gefahr einer bösartigen Entartung besteht bei Granulomen der Stimmlippen nicht.

## Therapie
Stimmlippengranulome werden in der Regel larynxmikroskopisch operativ abgetragen. Sie neigen zu Rezidiven, was verständlich ist, da durch die operative Entfernung erst recht wieder ein Epitheldefekt erzeugt wird. Für Kontaktgranulome reicht die bloße Abtragung üblicherweise nicht, sie muss von einer intensiven logopädischen Behandlung der zugrunde liegenden Stimmstörung begleitet werden.